# Autorizație de securitate la incendiu
Autorizație de securitate la incendiu este actul administrativ emis, în baza legii, de inspectoratul pentru situații de urgență județean sau al municipiului București, prin care se certifică, în urma verificărilor în teren și a documentelor privind realizarea măsurilor de apărare împotriva incendiilor, îndeplinirea cerinței esențiale securitate la incendiu la construcții, instalații tehnologice și alte amenajări.

## Definiții
Aviz de securitate la incendiu este documentul emis, în baza legii, de inspectoratul pentru situații de urgență județean sau al municipiului București, după verificarea documentațiile tehnice de proiectare dacă s-au respectat reglementările tehnice în vigoare și sunt îndeplinite cerințele esențiale de securitate la incendiu a construcțiilor, instalațiilor și altor amenajări.
Scenariu de securitate la incendiu este documentul în care sunt prezentate o parte a pieselor scrise ale proiectului construcției, instalației sau amenajării, care sintetizează regulile și măsurile de apărare împotriva incendiilor stabilite prin documentațiile tehnice de proiectare/execuție elaborate.

## Despre securitate la incendiu
În România „securitate la incendiu" reprezintă a doua cerință fundamentală privind executarea unei construcții de calitate.
Categoriile de construcții și amenajări care se supun avizării și/sau autorizării privind securitatea la incendiu se aprobă prin hotărâre a Guvernului.
Scenariul de securitate la incendiu este necesar pentru obținerea avizului de securitate la incendiu, în faza de proiectare și a autorizației de securitate la incendiu, în faza de utilizare, post-execuție.
Scenariu securitate la incendiu se elaborează de către specialiști. Prin acest lucru se înțelege fie orice membru al echipei de proiectare, sau arhitect, inginer proiectant, inginer structurist sau de instalații, fie de către întreaga echipă de proiectare fiecare pe propria specializare. Scenariu de securitate la incendiu poate să fie elaborat și de către pompierii profesioniști care au obținut brevetul de pompier specialist.
Obligația solicitării autorizați de securitate la incendiu revine persoanei fizice ori juridice care finanțează și realizează investiții noi sau intervenții la construcțiile existente ori, după caz, beneficiarului investiției. Aceasta se eliberează de inspectoratele județene dacă se respectă cerințele cuprinse în documentația tehnică.
Punerea în funcțiune a construcțiilor și amenajărilor noi și a celor existente la care s-au executat lucrări de modificare și/sau schimbare a destinației se face numai după obținerea autorizației de securitate la incendiu potrivit legii.

## Documente necesare obținerii autorizației
Documente necesare obținerii autorizației de securitate la incendiu sunt: avizul de securitate la incendiu, scenariul de securitate la incendiu, planuri de situații, piesele desenate, dispoziții de șantier însușite de cei în drept și verificate de un verificator de proiecte atestat, procese-verbale pentru lucrări/instalații cu rol în asigurarea cerinței fundamentale „securitate la incendiu“, procesul-verbal de recepție la terminarea lucrărilor după caz, referat verificatorilor de proiecte atestați pentru cerința „securitate la incendiu“, după caz, etc..

### Valabilitatea autorizației
Autorizația este valabilă numai însoțită de documentele vizate spre neschimbare în copie sau original, care au stat la baza emiterii acesteia.